# Corina Chiriac
Corina Chiriac (n. 26 octombrie 1949, București, România) este o cântăreață de muzică ușoară, compozitoare, textieră, realizatoare de emisiuni de televiziune și actriță din România. Corina Chiriac este una dintre solistele de mare succes din muzică ușoară din anii '70 până în prezent.

## Biografie

### 1949 - 1969
Tatăl său, compozitorul Mircea Chiriac (1919–1994), a fost profesor la Conservatorul Ciprian Porumbescu din București. Mama sa, Elisabeta Chiriac (1920-2002), a fost profesoară de pian la același Conservator. Aceștia o familiarizează de la cea mai fragedă vârstă cu lumea sunetelor. Copil fiind, studiază pianul la început cu mama sa. Ajungându-se la concluzia că ar fi mai benefic să aibă o profesoară străină, s-a apelat la o prietenă a familiei, pianista Rodica Suțu, una dintre ultimele descendente ale familiei domnitoare Suțu. Corina nu a putut să învețe pianul prea mult deoarece degetele mici de la fiecare mână erau prea scurte pentru atingerea corectă a octavelor. În anul 1955, aceasta se înscrie la Școala de muzică Nr.1, din Strada Principatele Unite, București (vioară principal/pian secundar) unde studiază vioara timp de 6 ani, având ca profesor, pe George Manoliu, cu asistenții Petre Munteanu și Ilarion Ionescu – Galați, dirijor și muzician. Cursurile liceale le-a urmat la Liceul Special de Muzică nr.1 din București, clasele de vioară, sub îndrumarea unor prestigioase nume ale muzicii românești.
În 1965 debutează radiofonic la Casa de cultură a studenților „Grigore Preoteasa” din București, în cadrul concursului „Debuturi”. Câștigă premiul de popularitate al celui mai tânăr concurent cu două compoziții proprii și melodia „Pe valea Prahovei” de George Grigoriu. Președintele juriului: compozitorul George Grigoriu.
În 1966, după ce a fost elevă timp de 10 ani la Școala de muzică Nr.1, urmează clasa a XII-a la liceul „Nicolae Bălcescu”.
În 1967 după ce termină liceul „Nicolae Bălcescu”, este admisă ca studentă la IATC „I. L. Caragiale”  (actuala Universitate Națională de Artă Teatrală și Cinematografică „Ion Luca Caragiale” din București), clasa actorie Constantin Moruzan – Mihai Mereuță. A mai studiat și cu regizorul Mony Gellelter și Adriana Piteșteanu. A fost colegă de generație cu: George Mihăiță, Florin Zamfirescu, Gelu Colceag, Tamara Crețulescu, Mihaela Arsenescu, Mircea Diaconu, Carmen Maria Struja, Ștefan Velniciuc.
Debutează la Teatrul de comedie din București, cu un rol secundar în piesa „Sfântul” de Eugen Barbu, în regia Sandei Manu.
Face parte din echipa de studenți actori care fac figurație la teatru, studiourile Buftea și TVR.
Anii 1968-1969 au însemnat apariții muzical-literare în cadrul clubului de presă al Casei de cultură a studenților „Grigore Preoteasa”, care îi aduc primele cronici în ziarele vremii.

### Anii 1970

#### 1970
În martie debutează la concursul TV „Steaua fără nume”, regizat de Sorin Georgescu și Simona Patraulea, unde parcurge toate etapele și obține din partea juriului condus de maestrul Octav Enigărescu nota maximă, 10 și consacrarea în fața publicului român după o serie de dezbateri furtunoase cu prezentatorul emisiunii, Dan Deșliu. Animatorul de televiziune Sorin Georgescu a fost primul realizator de televiziune care o ajută să se afirme.
Se lansează pe plan național cu nemuritoarea lucrare „Valurile Dunării” a lui Ivanovici.
Din același an, începe seria evoluțiilor ei peste hotare. Debutul său internațional se produce la „Zilele culturii române” în Polonia.
Rezultatele recitalurilor de succes susținute în acest an determină includerea sa în echipa ce va reprezenta România la Festivalul Internațional „Cerbul de aur”.
Activitatea artistică muzicală (înregistrări la TV, Radio și Electrecord, concerte, turnee) se intensifică.

#### 1971
În martie 1971 reprezintă România la a IV-a ediție a Festivalului Internațional „Cerbul de aur” de la Brașov, unde obține din partea juriului internațional „Cerbul de bronz”,  interpretând melodiile „Inimă nu fi de piatră” (Edmond Deda) și  „Va veni o clipă” (Paul Urmuzescu).
Îi apare primul disc single la Electrecord.
În luna septembrie susține un show de televiziune, la Leipzig (Republica Democrată Germană), alături de Lucia Altieri (Italia), Rozalia (Cuba), Milan Drobny (Iugoslavia).

#### 1972
Apar șlagărele „Opriți timpul” și „Banii n-aduc fericirea”.
Termină cursurile IATC, obține diploma cu prestația din piesa “Baba Rada” și este repartizată la Teatrul de stat din Oradea, unde activează ca actor și solist vocal.
Interpretează rolul principal feminin din filmul „Aventuri la Marea Neagră” în regia lui Savel Stiopul, alături de Florin Piersic.
Corina Chiriac apare în filmul „Cu mâinile curate” regizat de Sergiu Nicolaescu.
Participă pentru prima oară la Festivalul național de muzică ușoară „Mamaia’72” (25-27 iulie) cu melodiile „Cine spune că-i ușor?” (Paul Mihăescu/Fred Firea) - Mențiune, „A-ntinerit romanța” (Aurel Giroveanu/Felea) – Premiul III, „Pasăre de apă”  (Radu Șerban/Gh. Vâlcu), „Chemare”  (Liviu Marcovici/Daniella Caurea),  „Dulcele târg al Ieșilor” (Richard Stein/M. Djentenirov) - Mențiune. În cadrul festivalului, Corina susține un recital și este distinsă cu „Premiul de interpretare”. Din acest an și până în 1988, participă la toate edițiile Festivalului de la Mamaia.
Începând cu acest an, Corina Chiriac va efectua lungi turnee în R.D. Germană timp de 11 ani (până în 1982).
Joacă în serialul TV „Mușatinii” în regia Soranei Coroamă.

#### 1973
Anul 1973 îi aduce artistei nenumărate colaborări cu TVR, Teatrul Constantin Tănase, diferite teatre din țară, Consiliul Culturii și ARIA (Agenția Română de Impresariat Artistic). Reușitele continuă cu activitățile ca reprezentantă a României la diverse deplasări culturale, emisiuni TV, concerte, schimburi culturale.
Piese interpretate de ea apar pe diverse compilații produse de Electrecord. Continuă colaborarea teatrală pe scenele din întreaga țară (Oradea, Brașov, Timișoara, Cluj, Constanța).
Participă la Festivalul național de muzică ușoară „Mamaia ’73” (19-20 iulie) cu melodia „O ramură spre cer”(Radu Șerban) care obține Premiul Comitetului de Stat al Radioteleviziunii Române. Corina va susține și un recital pe scena festivalului.
Efectuează noi turnee în Polonia și RDG.
Tot în acest an Corina participă la Praga, la un show TV internațional.

#### 1974
Corina Chiriac devine actor la Teatrul de Stat din Giulești dar nu va juca în nici o piesă.
Participă la Festivalul „Decenska Kotva” din Cehoslovacia.
Obține un contract pe o lună la celebrul teatru „Friedrichstadtpalast” din Berlin în R.D. Germană.
Evoluează și la Festivalul „Made in Hungary” de la Budapesta.
Participă la Festivalul național de muzică ușoară „Mamaia ’74” (23-24 iulie) cu melodiile „Ani fericiți” (Ion Cristinoiu/Mihai Dumbravă) – Mențiune și „Clipele” (Andrei Proșteanu/Angel Grigoriu).

#### 1975
Se află printre primii soliști cărora TVR le realizează recitaluri color pentru schimburi culturale cu străinătatea.
În iunie reprezintă ARIA la Festivalul „Orfeul de aur” de la Slancev Briag, Bulgaria.
Participă la Festivalul național de muzică ușoară „Mamaia ’75” (24-25 iulie)cu piesele „Ai apărut ca o poveste” (Radu Șerban/Aurel Storin) – Mențiune, „Cum să uit” (Mișu Iancu/Alexandru Mandi) și „Într-o bună zi” (Ion Cristinoiu/Mihai Dumbravă).
În august reprezintă TVR la Festivalul Internațional de la Sopot – Polonia, unde obține premiul I „Privighetoarea de chilimbar” al juriului cu melodia „Niciodată”.
În luna septembrie reprezintă Ministerul Culturii la Festivalul Internațional al șlagărelor de la Dresda în fosta R.D. Germană, unde obține Premiul III și Premiul presei cu melodia „Am visat odată” (M. Constantinescu).
Corina Chiriac și Marco Nicolici (Iugoslavia) apar în Cupletul muzical „Teleșcoala", realizat de Ovidiu Dumitru și Marko Dedici. Momentul este deosebit, fiind prima emisiune-duplex a Televiziunii Române, transmisă în aceeași zi și la aceeași oră pe ambele posturi de televiziune. S-a filmat și la București și la Belgrad. Coregrafia aparținea lui Cornel Patrichi.

#### 1976
În luna iunie participă la Festivalul „Bratislavska Lyra” („Lira Bratislavei”) din fosta R.S. Cehoslovacă.
Participă la Festivalul prieteniei de la Moscova, URSS. Piesa „Uită nostalgia” (Ion Cristinoiu) este declarată șlagărul festivalului.
Participă la Festivalul național de muzică ușoară „Mamaia ’76” (28-29 iulie) cu piesele „Din roua zorilor” (Mihai Constantinescu), „Poveste adevărată” (Ion Cristinoiu/Mihai Dumbravă) și „Secolul vitezei” (Marcel Dragomir/Ovidiu Dumitru) , cea din urmă piesă în duet cu Cornel Constantiniu.
Jocă în piesa TV „Domnișoara Anastasia”, în regia Soranei Coroamă.
Joacă în fimul „Roșcovanul”, în regia lui Francisc Munteanu.

#### 1977
În acest an participă la concerte și show-uri TV din R.D. Germană, Cehoslovacia, Bulgaria, URSS, Polonia, alături de soliști ca: Boney M., Sacha Distel, Karel Gott, Alla Pugaciova, Lili Ivanovna, Drupi (Italia), Tereza Kesovia și mulți alții. În luna iulie este invitată (din nou) în recital la „Bratislavska Lyra” („Lira Bratislavei”) din fosta R.P. Cehoslovacă, alături de Mirabela Dauer și formația „Mondial”. Susține un recital hors-concurs de 30 de minute.
În luna noiembrie Corina efectuează primele turnee în Occident. Susține o suită de concerte în Portugalia, alături de Cornel Constantiniu și dirijorul Sile Dinicu.
Casa de discuri Supraphon din Cehoslovacia editează albumul „Corina, Aura, Marina”, în care Corina figurează cu 4 piese.
La casa de discuri Eterna (din R.D.Germană) i se editează un disc single cu melodia „Am visat odată” (M. Constantinescu).

#### 1978
Corina Chiriac participă la Festivalul Internațional  de muzică ușoară de la Poznan, Polonia, cu piesele „Vorbe de foc” (Dan Ștefănică) și „Învață să știi” (Cornel Fugaru) care obțin premii de creație.
Efectuează un scurt turneu la Katovice, Polonia, realizând un show de o oră în regia lui Josef Lauer.
Efectuează alături de Dan Spătaru un turneu de 2 luni în U.R.S.S.

#### 1979
- Corina Chiriac este protagonista show-ului TV „Eu sunt Corina” (regia Tudor Vornicu), primul show TV color realizat în România.
- La Festivalul Internațional al filmelor de televiziune de la Montreux, Elveția, emisiunea de 60 de minute „Eu sunt Corina”, regizată de Tudor Vornicu, alături de Gheorghe Zamfir, obține premiul special al juriului.[necesită citare]
- Efectuează un nou turneu în URSS.
- Este invitată să concerteze în Italia (timp de 11 luni), cu aceasta ocazie obținând un contract la televiziunea particulară din Alessandria. Unul dintre momentele vizitei pe care nu-l va uita niciodată a fost întâlnirea cu Gina Lollobrigida.

- Anii '80

#### 1980
Participă din nou la Festivalul Internațional de la Sopot – Polonia (20-23 septembrie), unde obține premiul III cu piesele „Uneori suntem toți copii” (L. Tudan) și Serenadă (Mircea Chiriac).
Efectuează un importat turneu în Cehoslovacia cu orchestra lui Karel Gott, sub bagheta lui Felix Slovacek.
În „Burg party”, o emisiune de televiziune realizată la Halle, în fosta R.D. Germană, Corina Chiriac evoluează alături de Amanda Lear.
Participă la Festivalul de șansonete de la Köln (22-29 noiembrie) din R.F. Germană, alături de formația condusă de compozitorul Horia Moculescu.
Spre sfârșitul aceluiași an participă alături de Cornel Constantiniu la schimburi culturale în Cuba  și este invitată să concerteze la show-ul lui Alberto Hererra la „Tropicana”, cel mai mare cabaret în aer liber din America Latină.

#### 1981
Efectuează un nou turneu în Cuba.
Apare la Electrecord primul album LP al Corinei Chiriac, „Eu sunt Corina”.
Corina Chiriac și Horia Moculescu câștigă prima ediție a popularei emisiuni-concurs “Șlagăre în devenire” cu piesa “Pentru tot ce-a fost îți mulțumesc”. Corina va participa la edițiile “Șlagăre în devenire” până la întreruperea emisiunii în anul 1988. “Inima ta”, “Vara”, “Ce mică-i vacanța mare”, “Ne cunoaștem din vedere”, “Îmi amintești de prima dragoste”, “La Gara de Nord”, “Să-mi vorbești de primăvară”, “Te rog sa nu te uiți la ceas” sunt o parte din piesele laureate la “Șlagăre în devenire”.
În luna septembrie, Corina este invitată la „Festivalul Internațional al cântecului” de la Puerto Rico, unde obține diploma de onoare a juriului.

#### 1982
La cea de-a III-a ediție a concursului „Melodii ’81”, Corina Chiriac participă cu melodiile „Pentru tot ce-a fost îți mulțumesc” (H. Moculescu) și „Ne cunoaștem din vedere” (C. Chiriac). Corina Chiriac este onorată cu Diploma pentru Debut în Compoziție din partea Ministerului Culturii și Educației Socialiste din România pentru melodia „Ne cunoaștem din vedere”.
Participă și la Festivalul de muzică ușoară de la Gotwaldow (Cehoslovacia).
Efectuează un scurt turneu în Franța alături de o delegație culturală română condusă de Tudor Vornicu.
Efectuează un nou turneu în Cuba.

#### 1983
Corina Chiriac este prezentă la cea de-a IV-a ediție a concursului „Melodii ’82”. Participă la secțiunea „Prime audiții” cu melodiile „Să nu mă-ntrebi acum de ce” (H. Moculescu – Premiul organizatorilor) și „Îți mulțumesc” (Vasile Veselovschi). Melodia „Mama doar mama” (Marius Țeicu) obține Marele Premiu și „Unde erai?” (Marius Țeicu) primește Premiul Juriului.
Apare la „Electrecord” cel de-al doilea album al Corinei: „Noapte bună, pe mâine”.
În vara anului 1983, Corina Chiriac, Dan Spătaru și formația „Savoy” efectueză un turneu în URSS.
La cea de-a XI-a ediție a celebrului concurs „Șlagăre în devenire” (reluat anul acesta după o pauză de câțiva ani), Corina Chiriac are un neașteptat succes cu melodia „Ce mică-i vacanța mare” (I. Cristinoiu) care primește Premiul Juriului. Piesa “La gara de Nord” (Temistocle Popa) obține Premiul publicului.
În anul 1983, după o pauză de 7 ani, se reia Festivalul de la Mamaia (26-30.08) unde Corina Chiriac este prezentă atât ca solistă, cât și ca membră în juriu. Participă cu melodiile „Nimic nu poate învinge iubirea” (Marius Țeicu – „Trofeul Mamaia”), „Strada speranței” (Vasile Veselovschi – „Premiul organizatorilor”) și „Apă și foc” (Horia Moculescu – Premiu, „Creație”). Melodia "Strada speranței"  devine șlagărul emblematic al Corinei Chiriac. *În luna septembrie efectuează al treilea turneu în Cuba.
În luna decembrie, Corina Chiriac efectuează un turneu în Israel împreună cu teatrul „Constantin Tănase”. Turneul durează până la începutul anului următor.

#### 1984
Corina Chiriac este prezentă cea de-a V-a ediție a concursului „Melodii ’83” cu melodiile „Nimic nu poate învinge iubirea” (Marius Țeicu – „Marele Premiu”), „Strada speranței” (Vasile Veselovschi – „Premiul organizatorilor”), „Ce mică-i vacanța mare” (Ion Cristinoiu – „Premiul publicului”) și „Apă și foc” (Horia Moculescu – Premiu III).
Interpretează rolul principal feminin în piesa TV „Viața ca fapt divers” în regia lui Cornel Popa, alături de Irina Petrescu.
La cea de-a XII-a ediție a celebrului concurs „Șlagăre în devenire”, Corina Chiriac participă cu melodia “Sa-mi vorbești de primăvară” (Ion Cristinoiu), care obține Premiul Juriului.
Participă la Festivalul național de muzică ușoară „Mamaia ’84” (30.08-2.09) cu melodia „Drumul spre tine” (Vasile Veselovschi) care obține premiul I la secțiunea „Creație”. În cadrul festivalului Corina Chiriac și Angela Similea cântă în duet piesa “A opta minune” (M.Țeicu), prezentată „Hors Concurs”.
În luna decembrie, Corina Chiriac efectuează al doilea turneu în Israel împreună cu teatrul „Constantin Tănase”. Turneul durează până la începutul anului următor.

#### 1985
În noaptea de Revelion are premiera filmul muzical de televiziune „Trio formidabil” pe muzica lui Marius Țeicu și în regia lui Titus Munteanu, unde Corina joacă alături de Alexandru Arșinel, Radu Gheorghe și Marius Țeicu.
Corina Chiriac participă cea de-a VI-a ediție a concursului „Melodii ’84” cu melodiile „Drumul spre tine” (Vasile Veselovschi – premiul III) și „Nu te enerva” (M. Țeicu – Premiul I la secțiunea „Prime audiții”).
La Festivalul Internațional “Charles Chaplin” de la Gabrovo, Bulgaria,  filmul muzical TV „Trio formidabil” obține premiul I la secțiunea film de scurt și mediu metraj.
Apare la Electrecord cel de-al treilea album al Corinei Chiriac intitulat „Corina”.
Participă la Festivalul național de muzică ușoară „Mamaia ’85” (29.08 – 1.09) cu melodia „Păi de ce?” (Horia Moculescu) – Trofeul Mamaia,  la secțiunea „Creație” și “Inima nu știe carte” (Jolt Kerestely/Ioan Rus) – prezentată „Hors Concurs”. Într-una din serile festivalului, Corina susține și un recital.

#### 1986
Pe 24 ianuarie reprezintă România la Ambasada din Köln, în R.F. Germană, în cadrul festivităților legate de Ziua națională a Unirii Principatelor, alături de alți mari artiști ca: Sile Dinicu, Horia Alexandrescu, Daniela Vlădescu.
Corina Chiriac participă la cea de-a VII-a ediție a concursului „Melodii ’85” cu melodiile „Nu te enerva” (Marius Țeicu – Marele Premiu), „Păi de ce?” (Horia Moculescu – Marele Premiu) și „De dragoste” (Aurel Manolache). În cadrul concursului, Corina este prezentă și cu un recital.
Participă la Festivalul național de muzică ușoară „Mamaia ’86” (27 – 31.08) cu melodiile „Și ieri, și azi, și mâine” (H. Moculescu) – Premiul special al juriului, „O clipă de sinceritate” (I. Cristinoiu) – Premiu, „Creație”, „De dragoste” (Aurel Manolache) – Premiul II „Creație” și „Nu mă uita de tot” (Vasile Veselovschi) – prezentată „Hors Concurs”. Corina susține un nou recital într-una din serile festivalului.

#### 1987
Corina Chiriac participă la participă cea de-a VIII-a ediție a concursului „Melodii ’86” cu melodiile „Nu mă uita de tot” (Vasile Veselovschi - laureat), „Nu” (Vasile Veselovschi), „O clipă de sinceritate” (Ion Cristinoiu - laureat) și „Și ieri, și azi, și mâine” (H. Moculescu - laureat). În prima seară a concursului, Corina susține un recital.
Participă la Festivalul național de muzică ușoară „Mamaia ’87” (26-31.08) cu melodiile „Trenul fericirii” (V.Veselovschi - Mențiune), „Vino iubire-napoi” (Ion Cristinoiu), „Lângă dragoste” (Temistocle Popa) și „Noapte cu dor” (Cornel Fugaru) – prezentată „Hors Concurs”. Corina este prezentă în cadrul festivalului cu un nou recital.

#### 1988
- Electrecord-ul lansează cel de-al patrulea album al Corinei Chiriac - „Și ieri, și azi, și mâine”.
- Corina Chiriac participă la cea de-a IX-a ediție a concursului „Melodii ’87” cu melodiile „Vino iubire-napoi” (Ion Cristinoiu) și „Trenul fericirii” (Vasile Veselovschi).
- Participă la Festivalul național de muzică ușoară „Mamaia ’88” (31.08-4.09) cu melodiile „Deschid fereastra să intre cerul” (Ion Cristinoiu) – Trofeul Mamaia, „Râzi, tu, inimă și cântă” (Dan Stoian/Mala Bărbulescu), „Nimic nu e prea mult” (Vasile Veselovschi/Mihai Maximilian)- duet cu Dan Spătaru și „Asta-i viața” (Paul Urmuzescu/Aurel Storin) –  ultimele două piese prezentate „Hors concurs”. Corina Chiriac susține un nou recital într-una din serile festivalului.
- Pe 1 octombrie pleacă în turneu în S.U.A., la invitația Societății „Viitorul Român”, alături de Maria Ciobanu, Florin Piersic și Dumitru Fărcaș. Primește contract de colaborare permanentă la Televiziunea din Eureka – California și se stabilește în S.U.A.

- 1988-1994

Se stabilește la Los Angeles.
În toată aceasta perioada a lucrat în SUA ca reprezentant delegat al RTV Romania.
A susținut concerte în Chicago, New York, Palm Springs, Los Angeles, Detroit etc.
Însoțeste turnee ale artiștilor români.
Este agent imobiliar, administrator de bloc și reprezentantul unei firme japoneze de cosmetice.
Absolvă Școala de ghizi din SUA.
Se ocupa de problemele studenților multinaționali de la Universitatea UCLA ca manager al MZL Properties.

### Anii '90

#### 1991
Federația Internațională de organizare a festivalurilor FIDOF, prin președintele Armando Moreno, îi oferă Corinei Chiriac „Medalia de onoare pentru 20 de ani de activitate internațională”.

#### 1994
Pe 10 august, după o absență de 6 ani, Corina Chiriac revine în România.
La scurt timp de la revenirea în țară, Corina apare pe TVR1 la emisiunile „Video-magazin” și „Turnul Babel”.
În luna septembrie este traducătoare și maestră de ceremonii cu ocazia turneului efectuat de Gilbert Becaud în România.
Reia seria concertelor în țară.
Începe să se implice în problemele tinerilor superdotați la olimpiadele școlare internaționale. Este alături de ei în toamnă la acțiuni ample ce se desfășoară la Poiana Brașov (acțiuni organizate de Alexandru Mironov, Ministrul Tineretului din acea perioadă).
Primește Diploma de onoare la Festivalul International al Cântecului din Macedonia.

#### 1995
În luna iunie, apare la Electrecord ”Deschid Fereastra”, cel de-al cincilea album al Corinei Chiriac. Albumul conține 11 piese noi compuse de Marius Țeicu, Vasile Veselovschi, Ion Cristinoiu, Zsolt Kerestely etc.
În timpul verii, Corina Chiriac susține mai multe concerte pe litoral.
Participă alături de alte mari vedete de divertisment la spectacolul de cabaret „De la New York la New Orient” de la barul „New Orient” din Mamaia.
Este membră a juriului la Festivalul național de muzică ușoară de la „Mamaia ’95”. Susține și un recital plin de succes într-una din serile festivalului. Tot la Mamaia participă alături de alte mari nume ale muzicii ușoare într-un Remember sentimental prilejuit de aniversarea a 25 de ani a festivalului.

#### 1996
Corina Chiriac este directoarea Casei Românești la Jocurile Olimpice de la Atlanta, S.U.A. Alături de ea participă: Alexandru Mironov, Nadia Comăneci, Theodor Meleșcanu.
Corina Chiriac este prezentă cu un microrecital împreună cu orchestra Radio la Festivalul național de muzică ușoară „Mamaia ’96” (29.08 -1.09).
Participă cu un microrecital în cadrul „Serii Românești” la Festivalul Internațional „Cerbul de Aur” de la Brașov.
Începând cu 7 octombrie, Corina Chiriac este prezentatoarea și producătoarea emisiunii zilnice “Clubul Doamnelor” la Radio Total. Emisiunea va dura 9 luni.

#### 1997
Pe 25 septembrie 1997 devine actor la Teatrul de Estradă „Toma Caragiu” din Ploiești. Spectacol care va adauga palmaresului său 2 premii la Festivalul National al teatrelor de Revista, desfășurat la Constanța.
Începând cu 1 octombrie, Corina Chiriac prezintă pe TVR2 emisiunea „Insomniile Corinei” (în fiecare luni, miercuri și vineri).  După doar câteva ediții, Corina renunță la această emisiune.

#### 1998
Devine co-realizator la Radioteleviziunea Română a emisiunii „Magazin Duminical” și a altor emisiuni de divertisment.
În Marea Britanie, reprezintă Clubul UNESCO la Casa de Cultură a comunității române din Londra.
La începutul lunii iunie efectuează, alături de Florin Piersic, un nou turneu în Israel.
În toamnă efectuează un nou turneu în S.U.A. unde participă la „Festivalul Vinului” de la Chicago.
Participă la prima ediție a Festivalului „Ioana Radu” din Craiova (7-9.10).
Apare alături de mama sa, Eliza Chiriac, la emisiunea „Duminica în familie” pe Antena 1.

#### 1999
Până în acest an activează ca organizator și director de imagine al Asociației de binefacere „Sfântul Stelian” din București.
Corina Chiriac se implică în foarte multe spectacole, în București (inclusiv la la Sala Palatului, Sala Polivalentă sau Sala de concerte a Radiodifuziunii) și în țară, dintre care multe de binefacere, în folosul unor diferite asociații și fundații.
Participă și la câteva festivaluri de muzică ușoară organizate în provincie.
La sfârșitul lunii iulie, Corina Chiriac este prezentatoarea celei de-a V-a ediții a  „Festivalului Berii” din Mamaia (Festivalul durează timp de 5 zile).
În luna octombrie efectuează un nou turneu în Germania unde își sărbătorește cei 50 de ani de viață.

### Anii 2000

#### 2000
Uniunea criticilor muzicali „Mihai Jora” îi oferă Premiul „O viață dedicată cântecului”.
Începând cu 1 mai 2000 este gazda și co-realizatoarea emisiunii „Dați vina pe Corina” pe postul Tele7ABC.
Începând cu 5 mai este membră a juriului (timp de mai multe luni) la emisiunea „Ploaia de stele” de pe TVR1.
În septembrie efectuează un nou turneu în S.U.A. Participă și la Festivalul „Taste of Romania” din Chicago. Corina va fi profund dezamăgită de organizatorii festivalului.
În toamna este admisă ca student la Academia Internațională pentru Studiul Istoriei, Culturii și al Religiilor. Instituția cu pricina s-a desființat, după numai un an de zile de la înscrierea interpretei.
Pe 28 octombrie este moderatoarea celei de-a II-a ediții a „Balului Speranței” organizat de Asociația Femeilor Manager din România.
Participă la a II-a ediție a Festivalului „Ioana Radu” din Craiova (1-2.11)

#### 2001
Pe 8 februarie își încheie emisiunea „Dați vina pe Corina” pe postul Tele7ABC.
În luna mai efectuează un turneu în Germania alături de Benone Sinulescu și Sorin Tănase.
În iunie, Corina Chiriac participă la Festivalul „București 2001” care loc în Piața Constituției din București.
În luna august susține un micro-recital în ultima seară a Festivalului național de muzică ușoară de la „Mamaia ’01” (9 -12.08).
Pe 13 august Corina Chiriac susține un recital în cadrul celei de-a III-a ediții a Festivalului „Callatis”.
În luna noiembrie participă la festivalul focșenean „Florentin Delmar” alături de Monica Anghel, Gabriel Dorobanțu, Ileana Ciuculete.

#### 2002
La începutul lunii ianuarie Teatrul "Constantin Tănase" i-a comemorat pe textierul Mihai Maximilian și compozitorul Vasile Veselovski, în cadrul unui spectacol în care au evoluat Corina Chiriac, Stela Popescu, Alexandru Arșinel, Nicu Constantin, Alexandru Lulescu și Cristina Stamate.
Pe 6 mai primește „Diploma de onoare” în cadrul Galei muzicii ușoare românești „O zi printre stele” organizată de Ministerul Culturii și Cultelor.
În luna mai efectuează un turneu în Germania alături de Stela Popescu, Alexandru Arșinel și Dan Ionescu.
Pe data de 29 noiembrie Corina lansează  la Teatrul Național al șaselea și în același timp, primul ei album de autor (și primul CD din carieră) – „Serenadă pentru Carul Mare” editat de „Intercont Music“. Criticile pentru album sunt elogioase.
În luna decembrie Corina promovează albumul „Serenadă pentru Carul Mare” pe mai multe posturi de televiziune: Antena 1 (Babilonia), Tele 7 ABC (Florin Călinescu), TVR1 etc.

#### 2003
În perioada 21 martie – 9 mai este membru al juriului în cadrul concursului TV „Popstars” (PRO TV) prezentat de Loredana Groza și Dan. Din juriu au mai făcut parte: Tavi Colen, Marius Moga, Mona Segall, Adi Despot.
În luna iulie apare pe TVR2 la emisiunea lui Horia Moculescu „Atenție se cântă”. (În acești ani este un invitat frecvent al acestei emisiuni).
Pe 17 noiembrie la Sala Palatului din București a avut loc un spectacol inedit, sponsorizat de Bebe Ivanovici. Manifestarea a cuprins recitaluri ale Corinei Chiriac, Mirabelei Dauer, Gabriel Dorobanțu, Angelei Similea, Victor Lavric Project, Rustic, Pepe, Aurel Moldoveanu, Candy, Silviana Lungeanu și Bosquito.
Pe 6 decembrie participă alături de Claudiu Bleonț la emisiunea „90” pentru sufletul tău” pe postul TVR Internațional.
În luna decembrie apare la Electrecord albumul „Opriți timpul – Mari Succese vol. 1” cuprinzând 21 de șlagăre ale Corinei Chiriac.
Cu ocazia Anului Nou, Corina este prezentă la spectacolul de la „Romexpo”, transmis pe TVR2.

#### 2004
În primele 3 luni ale anului, Corina Chiriac are o serie de apariții la numeroase talk-show-uri și emisiuni pe posturile B1TV (Trenul vieții), Realitatea TV, TVR2 („2 pe TVR2”, „Atenție se cântă”), TVR1 („Danutz SRL”), TVRM („Trăiește-ți arta”).
Începând cu 13 aprilie, Corina Chiriac este prezentatoarea și realizatoarea emisiunii „Amfitrion Corina” pe postul de televiziune TVRM.
Pe 24 aprilie participă la Teledonul „Atenție se cântă” ce are loc în direct pe TVR2 și are ca scop strângerea de fonduri  pentru al sprijini pe Cornel Constantiniu.
În perioada 1-4 iulie este membră a juriului la festivalul de muzică ușoară pentru copii „Delfinul de aur”.
În perioada 9 – 11 iulie este membră a juriului la festivalul de muzică ușoară pentru copii „Mamaia copiilor”.
În perioada 1-5 septembrie este membră a juriului la festivalul de muzică ușoară „Mamaia 2004”.
Pe 16 decembrie Corina Chiriac lansează, în foaierul sălii de concerte a Radiodifuziunii Române, un dublu CD sub numele "Bucureștii de altădată" cu opera simfonică a tatălui său, compozitorul Mircea Chiriac.
I se conferă Ordinul Meritul Cultural în grad de Cavaler, Categora B – Muzică.

#### 2005
Începând cu 26 februarie prezintă și realizează, alături de Puiu Stoicescu, pe postul de televiziune TVRM, o nouă emisiune de divertisment intitulată „Zig-Zag TV”.
În luna martie, Corina Chiriac aniversează 35 de ani de la debut. Cu acest prilej are un program special de recital în cadrul emisiunii „Zig-Zag TV” pe TVRM.
Pe 6 aprilie la premiile „VIP“, desfășurate în eleganta Sala Ronda a hotelului „Intercontinental“, Corinei Chiriac i se decernează Premiul de excelență, pentru sărbătorirea celor 35 de ani de activitate.
În luna aprilie efectuează un nou turneu în străinătate.
În luna iunie apare la Electrecord albumul „Ne cunoaștem din vedere – Mari Succese vol. 2” cuprinzând alte 20 de șlagăre ale Corinei Chiriac.
În luna iulie este membră a juriului la festivalul de muzică ușoară pentru copii „Delfinul de aur”.
În luna septembrie Corina Chiriac își ia o vacanță de câteva luni în America de Sud unde va vizita Brazilia și Argentina.  Cu această ocazie, Corina își încheie emisiunile „Amfitrion Corina” și „Zig-Zag TV” la postul TVRM.

#### 2006
Revenită recent în țară după lunga vacanță din America de Sud, Corina Chiriac este prezentă pe 3 aprilie în emisiunea "Femei adevărate" care este difuzată pe TVR 1, alături de renumitul medic endocrinolog Ileana Marinescu.
În lunile mai-iunie Corina efecuează un nou turneu de 21 de zile pentru românii din diaspora alături de Daniela Condurache și Aurel Moldoveanu, în Germania, Austria și Italia.
Pe 27 mai Corina Chiriac (care a întrerupt turneul din Diaspora) pentru a participa la megaconcertul dedicat lui Dan Spătaru la Sala Palatului (concertul a avut peste 4000 de spectatori).
Pe 11 iulie Corina Chiriac apare, alături de Titus Munteanu, Cornel Patrichi și Octavian Ursulescu, într-o ediție a emisiunii “TVR50 – 50 de ani de divertisment în 50 de emisiuni” (TVR1).
Începând cu 13 iulie, Corina Chiriac se afla pe litoral, unde va cânta până în luna septembrie, în spectacolele organizate de impresarul Anghel Stoian. Artista nu a mai cântat într-un turneu prin stațiunile de la malul mării de mai bine de 10 ani.
Pe 10 august Corina Chiriac susține un recital plin de succes în cadrul serii Radio România la cea de-a VIII -a ediție a Festivalului „Callatis”. Cu acest prilej Radio Romania, prin intermediul președintelui director general, Maria Toghina, a oferit Premiul de excelență Corinei Chiriac.
Pe 26 august Corina Chiriac participă, alături de alți mari soliști de muzică ușoară, la Festivalului de muzică ușoară „Mamaia ’06” (25-27.08), în cadrul celei de-a doua seri a show-ului TVR 50. Acompaniată de orchestra Radiodifuziunii Române, interpretează cu mare succes nemuritoarea “Strada Speranței”. Cu acest prilej TVR îi oferă Corinei Chiriac “Diploma de Onoare” și Trofeul “TVR50”.
Pe 27 august Corina Chiriac apare, alături de alți mari reprezentanți ai generației sale (Aura Urziceanu, Margareta Pâslaru, Adrian Romcescu, Monica Anghel etc.),  într-o ediție specială a emisiunii „Șlagăre în revenire” (TVR2).
La începutul lunii septembrie Corina Chiriac și Gabriel Cotabiță efectuează un turneu de 5 zile în Irlanda. Cei doi au susținut câteva concerte la Dublin pentru românii din diasporă.
Pe 14 octombrie Corina Chiriac este prezentă la tipografia „Gridsolo” din Brașov unde iese de sub tipar primul ei volum de nuvele.
La jumătatea lunii octombrie apare la Electrecord albumul „Inimă nebună – Mari Succese vol. 3” cuprinzând 17 șlagăre ale Corinei Chiriac.
Pe 26 octombrie (de ziua ei) Corina Chiriac își face debutul în literatură. Cartea "Buscando l'amor" ("Căutând dragostea") - vol. l, apărută la editura și tipografia Gridsolo din Brașov, este lansată la librăria „Diverta” din același oraș. Volumul conține nuvele și poezii ce au ca temă dragostea. Titlul este în limba spaniolă, deoarece majoritatea nuvelelor le-a scris în vacanță pe care a petrecut-o în Argentina anul trecut.
Pe 27 octombrie, Corina Chiriac se află în Timișoara,  magazinul DIVERTA din Iulius Mall, unde are lansarea aceluiași volum de nuvele.
Pe 3 noiembrie, după lansările din magazinele „Diverta” din Brașov și Timișoara, Corina Chiriac își lansează cartea și în „Diverta Plaza” din București. Deși nu a fost de față, președintele Traian Băsescu și-a exprimat și el aprecierea față de interpretă, trimițându-i un coș cu flori și felicitările de rigoare atât pentru lansarea cărții, cât și pentru ziua de ei de naștere.
Pe 9 noiembrie, Corina Chiriac efectuează un scurt turneu în Israel, împreuna cu alți colegi de breaslă - Cătălin Crișan, Nicu Constantin și Alexandru Lulescu.
Pe 24 noiembrie Corina Chiriac lansează și la Ateneul Popular "Maior Gheorghe Pastia" din Focșani cartea sa, "Căutând Iubirea".
Tot pe 24 noiembrie, Corina este membră a juriului din cadrul Festivalului de Muzica Ușoară "Florentin Delmar".
Pe 19 decembrie, la Palatul Parlamentului, Corina Chiriac este premiată la “Gala Femeilor de Succes”, organizată de Cosmopolitan Models si You&Me  la Palatul Parlamentului. Printre vedetele feminine premiate s-au numărat: Andreea Marin, Ioana Tăriceanu, Oana Pellea și Maia Morgenstern.
De Revelion, Corina a realizat un tur de forță, cu șapte recitaluri la Bacău și în zonele din împrejurimi.

#### 2007
21 ianuarie fostul premier Adrian Năstase a acceptat provocarea emisiunii "Danutz SRL" de a fi cântăreț. Politicianul a făcut duet cu Corina Chiriac. Cei doi au cântat împreună celebra melodie "Strada Speranței" și au dansat pe o piesă a Nicolei, interpreta preferată a lui Năstase.
Tot în luna aprilie, Agenția de publicitate „Punct Advertising” a realizat pentru marca de detergent „Dero Surf” o nouă campanie de comunicare, numită “Parfumul Anilor Cei mai Frumoși”. Campania promoțională consta într-o colecție de cinci pachete, fiecare prezentând imaginea unui interpret: Anda Călugăreanu, Corina Chiriac, Cornel Constantiniu, Aura Urziceanu și Dan Spătaru.
Pe 6 mai, Corina susține un recital în cadrul Galei Laureaților, la Festivalul „George Grigoriu”, ce are loc la Casa Tineretului din Brăila. Recitalurile sunt acompaniate de Orchestra Radio. În aceeași dimineață, Corina lansează și la Brăila, cartea 'Buscando l'amor'.
În perioada 31 mai-2 iunie, Corina Chiriac este membră în juriu la Festivalul „Cerbul Copiilor” din Sinaia (ce are loc sub bagheta lui Dan Dimitriu). Pe 2 iunie, în cadrul aceleiași manifestări, Corina susține un recital. Cu această ocazie interpreta și-a lansat la Sinaia și cartea „Buscando l l'amor”, în prezența primarului Vlad Oprea.
În perioada iulie-septembrie, Corina Chiriac este membră în juriu, alături de Viorel Gavrilă și Noni Ene, în cadrul emisiunii “Fresh Mania” (Național TV). Emisiunea are 9 ediții și are ca scop “mania” de a descoperi viitoare staruri ale show biz-ului muzical aflate astăzi la virste “fresh”.
În perioada 4-5 august are loc a 40-a ediție a Festivalului de muzica ușoara Amara 2007. În cadrul evenimentului Corina Chiriac susține un recital.
În perioada 23 august - 26 august, Corina Chiriac este membră în juriu la cea de-a 37-a ediție a Festivalului de muzică ușoară „Mamaia ’07” (23-26.08). Pe 25 august, Corina susține un micro-recital, în cadrul serii de recital al juriului, acompaniată de orchestra Big Band Radio, condusă de Ionel Tudor.
Pe 6 septembrie CD-ul “Strada Speranței”, care cuprinde 20 de șlagăre al Corinei Chiriac, apare în revista “Taifasuri”.
Începând cu 9 septembrie (și până în prezent), Corina devine prezentatoarea emisiunii  “Să v-amintiți Duminica”, realizată de Florentina Satmari pe postul Național TV.
Pe 23 octombrie, Corina Chiriac, alături de colegele Mirabela Dauer, Angela Similea, Margareta Pâslaru, este invitata unei ediții speciale a emisiunii  “Marius Tucă Show” (Antena1). Cele patru doamne ale muzicii ușoare românești vor depăna o serie de amintiri în cadrul acestei emisiuni.
Pe 26 octombrie, de ziua ei, Corina Chiriac este invitata lui Cătălin Măruță în cadrul emisiunii “Happy hours” (Pro TV)
În perioada 15-17 noiembrie are loc la Medgidia, cea de-a treia ediție a Festivalului Național de Muzică Ușoară “Dan Spătaru”. Într-una din serile festivalului Corina susține un recital. În cadrul recitalului, artista a dedicat celebra melodie “Prieten drag”, cățelușului ei Jecky care s-a stins din viață în dimineața zilei de 15 noiembrie.
Pe data de 19 noiembrie apare o ediție de colecție a “Jurnalului Național” dedicată Corinei Chiriac. Ediția este însoțită și de un CD (“Muzică de colecție vol.28 – Corina Chiriac”) care cuprinde 22 de șlagăre ale Corinei.
În perioada 30 noiembrie – 1 decembrie are loc cea de-a  XXV – a ediție a Festivalului concurs Stelele cetății din Deva. Pe 1 decembrie Corina susține un recital și prezintă publicului devean primul volum de nuvele – “Buscando L’Amor”.
Pe 31 decembrie Corina Chiriac și Mădălin Ionescu, moderatorul emisiunii “Miezul problemei”, sunt gazdele programului de Revelion de la postul Național TV.

#### 2008
Pe 1 martie, Corina Chiriac apare în emisiunea  “Cerbul de Aur... de la alb-negru la color” (TVR1). Evenimentul a fost organizat de Televiziunea Română în studiourile sale din București, pentru a celebra 40 de ani de la debutul festivalului, în 1968. Corina Chiriac au reamintit telespectatorilor melodia, “Inimă nu fii de piatră” (prezentată într-o variantă remixată de Mihai Alexandru), cântece cu care au participat la Cerbul de Aur. Tot pe 1 martie Corina Chiriac are o apariție specială în cadrul Jurnalului TVR.
În luna martie Corina Chiriac a primește premiul de excelență oferit de revista “Actualitatea Muzicală”, “pentru complexitatea covârșitoare a talentului său”, într-o ceremonie care a avut loc în Aula Palatului Cantacuzino din București.
Pe 14 aprilie, Corina Chiriac participă în recital alături de Aura Urziceanu, Mirabela Dauer, Catalin Crisan și Ovidiu Komornyk, la Balul Pensionarilor organizat de Cozmin Gușă, candidatul PIN la Primăria Capitalei. Concertele sunt dedicate memoriei marelui Gică Petrescu.
În perioada 21-24 august este membră în juriu la cea de-a 39-a ediție a Festivalului Național de Muzică Ușoară “Mamaia’08”.
Pe 6 septembrie Corina Chiriac revine în forță la Național TV pentru un nou sezon al emisiunii “Să v-amintiți Duminica”, realizată  de Florentina Satmari.
Pe 20 septembrie, cu prilejul evenimentului “Zilele Bucureștiului”, primarul Bucureștiului a oferit 30 de diplome de excelență unor personalități ale vieții artistice, socio-culturale și sportive care au participat la dezvoltarea comunității. Printre cei care au primit diplomele de excelență se află cântărețele Corina Chiriac și Angela Similea.
Pe 2 noiembrie cu ocazia aniversarii a 80 de ani de existenta a Radio Romania, Corina Chiriac acompaniată de Big Band-ul Radio, susține un recital pe scena Sălii Radio.
În perioada 28-30 noiembrie, Corina Chiriac este membră în juriul celei de-a VII-a ediții a Festivalului Național de Muzică Ușoară pentru Copii și Tineret „Delfinul de mare“ din Cumpăna, Constanța. În cadrul acestui festival, compozitorul Nicolae Caragea și Corina Chiriac încep o colaborare ce se va concretiza cu un viitor album.
În perioada 4-5 decembrie sala mare a Teatrului “Mihai Eminescu” din Botoșani găzduiește faza finală a “Festivalului concurs de interpretare muzicală destinat artiștilor amatori nevăzători”, secțiunile muzică populară și romanțe. La manifestare participă Corina Chiriac, George Nicolescu, dar și compozitorul Nicolae Caragea
Pe 12 decembrie, Corina Chiriac, Margareta Pâslaru și Angela Similea sunt distinse cu Premiul de excelență în cadrul celei de-a IV-a ediții a galei “10 pentru România”. Spectacolul a debutat cu o piesa “Confesiune” interpretata de: Angela Similea, Corina Chiriac și Margareta Pâslaru. Cele trei artiste au cântat pentru prima data împreună piesa lui Horia Moculescu.
Pe 14 decembrie Corina Chiriac participă la spectacolul de gală “80 de ani de muzică în 80 de ani de radio ”organizat de Radio România.
Pe 19 decembrie, Corina Chiriac este invitata lui Cătălin Măruță în cadrul emisiunii “Happy Hour” (Pro TV). Cu această ocazie Corina primește din partea publicului Diploma de “Șlagăr de Happy Hour” pentru “Strada Speranței”.
Pe 26 decembrie Corina Chiriac, Titi Rucăreanu și  Constantin Dinulescu ș.a. joacă în muzicalul “Unde este Moș Crăciun” (TVR1).
Pe 31 decembrie Corina Chiriac și Catrinel Sandu sunt gazdele programului special de Revelion de la postul National TV. Show-ul TV “Un revelion de vis” este realizat de Florentina Satmari și durează 5 ore. Pe 31 decembrie Corina Chiriac participă la Revelionul de la Romexpo. Cu această ocazie cântă în primă audiție o melodie compusă de Nicolae Caragea.

#### 2009

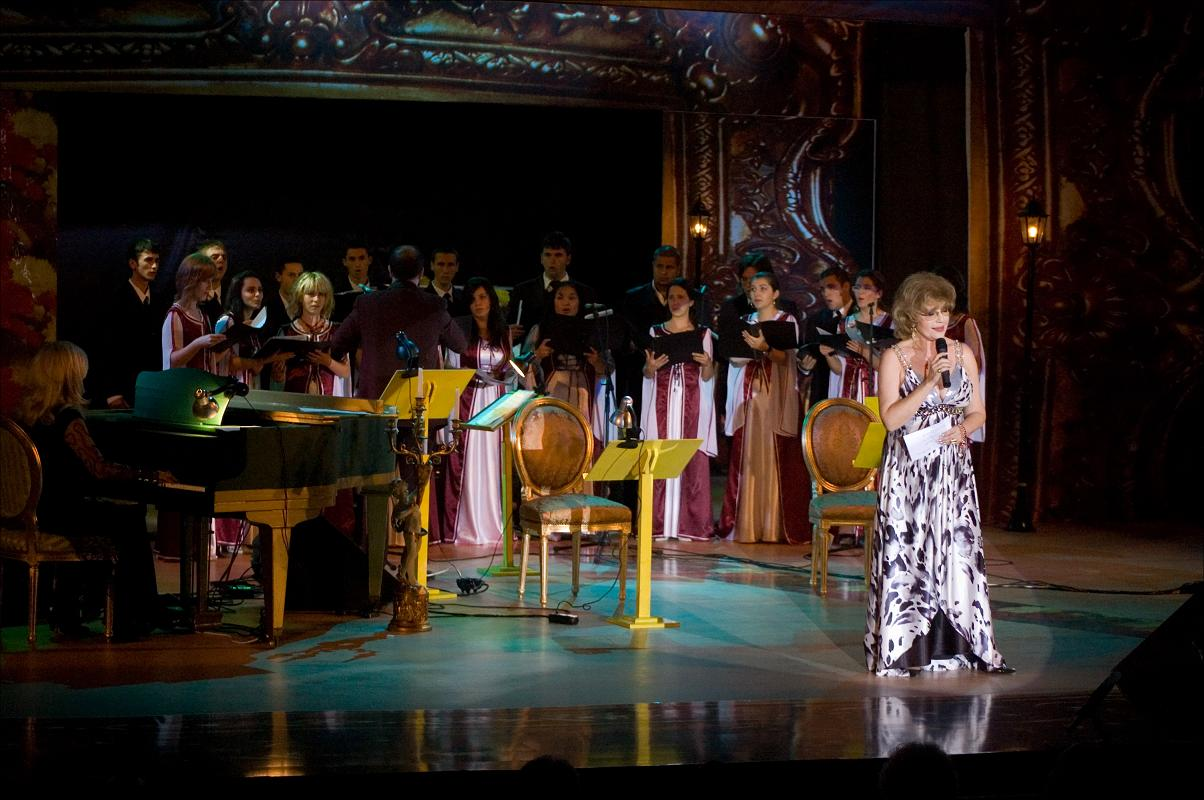
Corina Chiriac la Festivalul Național de Romanțe „Crizantema de Aur” Ediția 2009.

În perioada 23 ianuarie – 10 aprilie, Corina Chiriac împreună cu Viorel Gavrilă și Mădălin Voicu sunt membrii în juriu ai concursului TV “Mamaia caută o vedetă” (TV Neptun Constanța).
Pe 26 februarie Revista Felicia lansează un cel mai recent album al Corinei Chiriac “Mărțișor Prințișor”. Albumul, produs de Ovo Music, include slagărele consacrate ale artistei: “Strada Speranței’, “Mama, doar mama”, „Ne cunoaștem din vedere”, „Bunicul” sau „Rămâne o artistă”, dar si compoziții proprii și piese care nu au fost prezentate publicului pana acum: “MărțișorPrințisor”, „Seara”, „Dragostea e un bob de rouă”, „Rața”, „Say yes” și „Toarnă Marine”. Pentru toți fanii Corinei, CD-ul “Best of Corina Chriac - Mărțișor Printisor” include o surpriză deosebită: negativele pieselor „Bunicul” și „Ce va urma”.
În perioada 18 iunie – 23 iulie Corina Chiriac împreună cu Viorel Gavrilă și Mădălin Voicu sunt membrii în juriu în cea de-a doua parte a concursului TV “Mamaia caută o vedetă” (TV Neptun Constanța).
În perioada 19-21 iunie Corina Chiriac este membră în juriu la cea de-a VIII-a ediție a Festivalului Național de Muzică pentru Copii “Glasul speranțelor” de la Techirghiol. În ultima seară a festivalului Corina susține un recital unde cântă în primă audiție o serie de piese ce vor apărea pe viitorul album.
Pe 4 iulie Corina Chiriac apare în emisiunea “Ne vedem la TVR” (TVR1). În cadrul emisiunii Corina aduce un omagiu recent dispărutului Michael Jackson. Acompaniată de orchestra lui Andrei Tudor, Corina interpretează “Blame It On The Boogie” a celor de la Jackson 5.
În perioada 20-23 august 2009 Corina este membră în juriu la cea de-a 39-a ediție a Festivalului Național de Muzică Ușoară Mamaia09. În prima seară a festivalului Corina susține un micro-recital unde interpretează piese ce vor apărea pe viitorul album "O rochie de mireasă" (Muzica: Nicolae Caragea; Text: Corina Chiriac ). La acest recital îi va avea ca invitați pe compozitorul Nicolae Caragea, Jean Constantin (care a fost premiat la 81 de ani, de către Consiliul Județean Constanța, pentru întreaga activitate), Erminio Sinni și tânărul interpret Silviu Mihăilă.

## Filmografie
- Aventuri la Marea Neagră (1972)
- Cu mîinile curate (1972)
- Roșcovanul (1976)

## Premii și distincții
Președintele României Ion Iliescu i-a conferit artistei Corina Chiriac la 10 decembrie 2004 Ordinul Meritul Cultural în grad de Cavaler, Categoria B - "Muzică", „pentru contribuțiile deosebite în activitatea artistică și culturală din țara noastră, pentru promovarea civilizației și istoriei românești”.
În 2006 a primit Diploma de Onoare a TVR și Trofeul TVR50.